# 28 octobre 1910
Le vendredi 28 octobre 1910 est le 301e jour de l'année 1910.

## Naissances
- Augusto Gansser-Biaggi (mort le 9 janvier 2012), géologue suisse
- Georges Rastel (mort le 27 avril 1993), personnalité politique française
- Isamu Sekiguchi (mort à une date inconnue), sportif japonais
- Marie Dollinger (morte le 10 août 1994), athlète allemande
- Pierre Claude (mort le 25 septembre 1939), scénariste français
- Shindo Tsuji (mort le 18 août 1981), sculpteur japonais
- Vittorio Tamagnini (mort le 20 janvier 1981), boxeur italien

## Décès
- Émile Gabriel Langlois Bérard de Favas (né en 1837), architecte français
- Victor Masséna (né le 14 janvier 1836), personnalité politique française

## Événements
- le Français Tabuteau bat le record de distance sur circuit fermé en avion : 465,720 km en 6 heures[réf. nécessaire].